# Scherzo no 4 de Chopin
Le Scherzo no 4 en mi majeur, op. 54 est une composition pour piano de Frédéric Chopin, écrite en 1842, c'est le quatrième et dernier de ses Scherzos.

## Histoire
Chopin a très probablement écrit le Scherzo en mi majeur durant l'été 1842. Le 15 décembre de la même année, le musicien propose sa publication à l'éditeur allemand habituel, Breitkopf & Härtel, et demande 500 francs en paiement. La maison d'édition de Leipzig l'a publié l'année suivante, de même que Schlesinger à Paris, Wessel à Londres n'en a fait une édition qu'en 1845. La dédicace est adressée à deux élèves, à Jeanne de Caraman sur la page d'autographe et pour la version allemande et à Clotilde de Caraman pour la version française.
Les critiques ont été tièdes à l'égard de cette pièce par rapport au succès des premiers Scherzi, probablement en raison de son caractère plus modéré et de l'absence de ces moments d'exubérance et de fureur présents dans les trois autres. Pour la même raison, c'est aussi le moins populaire et le moins joué des quatre.

## Analyse
Basé principalement sur une tonalité majeure, le Scherzo op. 54 occupe une place à part parmi les trois précédents (op. 20, op. 31, op. 39), qui ont, dans les moments d'énergie intense, un caractère de grand élan et de véhémence presque "démoniaque". Le Scherzo en mi majeur, bien qu'il comporte lui aussi une indication de Presto, n'est pas agité, il a été écrit d'une main beaucoup plus légère, parfois exubérante, mais avec un air « ludique ». L'atmosphère qu'il inspire est presque féerique, lumineuse, bien qu'il y ait des moments plus passionnés et intenses. Sous cet aspect, plus aérien et serein, il est plus proche du Scherzo tel qu'on le concevait autrefois, comme une pièce servant à alléger l'importance et la gravité de certains mouvements des sonates et des symphonies.
Sur le plan structurel, le Scherzo en mi majeur renvoie à la division en trois parties déjà utilisée dans le passé par le musicien dans l'opus 20, en la portant ici à sa pleine réalisation. L'exposition de deux thèmes principaux est suivie du développement du premier, qui introduit toutefois de façon inattendue une nouvelle idée variée, avant la réexposition du même thème. Il est suivi par le Trio, dans la tonalité de do dièse mineur, qui présente une large mélodie avec un caractère profondément ressenti. La reprise, elle aussi, accueille plusieurs variations menant à la Coda finale de grande rapidité. Les mélodies présentes sont nombreuses, parfois difficiles à classer entre principales et secondaires, l'élément timbré prend une grande importance dans cette pièce. La recherche en ce sens devient fondamentale pour le musicien, l'identification des notes passe en effet après la façon dont les mélodies sont interprétées, parfois irisées, parfois immatérielles, presque aériennes. Ce sont des sons qui exigent un timbre « neutre », avec une caractéristique qui anticipe un mode impressionniste, semblable à celui utilisé des années plus tard par Debussy dans les Estampes ou les Préludes. L'une des plus hautes pages de l'œuvre du musicien polonais, le Scherzo en mi majeur est une œuvre « résolument projetée dans l'avenir ».